# Zaleh
Zaleh (persiska: زله) är en ort i Iran.   Den ligger i provinsen Västazarbaijan, i den nordvästra delen av landet, 500 km väster om huvudstaden Teheran. Zaleh ligger 1 441 meter över havet och antalet invånare är 163.
Terrängen runt Zaleh är kuperad. Runt Zaleh är det ganska tätbefolkat, med 80 invånare per kvadratkilometer. Närmaste större samhälle är Āghlān, 1,6 km sydost om Zaleh. Trakten runt Zaleh består i huvudsak av gräsmarker.